# アクシャラ・ハーサン
アクシャラ・ハーサン（Akshara Haasan、1991年10月12日 - ）は、インドの女優。タミル語映画の俳優カマル・ハーサンの娘であり、姉のシュルティ・ハーサンも女優として活動している。2015年に『Shamitabh』で女優デビューし、2019年には『カダラムの征服者』に出演している。

## 生い立ち
カマル・ハーサンとサーリカーの次女としてマドラス（現チェンナイ）に生まれる。成長後はチェンナイのアバカス・モンテッソーリ・スクールとレディ・アンダル・ヴェンカタスッバ・ラーオ高等学校、ムンバイのビーコン・ハイスクール、ベンガルールのインダス・インターナショナル・スクールで教育を受け、現在は母サーリカーと共にムンバイで暮らしている。元々は父と同じく無神論者だったが、後に仏教に改宗したことを明かしている。

## キャリア
2010年に母サーリカーの主演作『Society』で助監督を務めており、この時期にはマニラトナムの『Kadal』など複数の企画から出演依頼があったものの、助監督としての活動を優先して出演を辞退している。その後、父カマル・ハーサン製作の『Sabaash Naidu』に姉シュルティ・ハーサンと共に出演したが、諸般の事情が重なり製作が中断されている。
2015年にヒンディー語映画『Shamitabh』で女優デビューし、ダヌシュ、アミターブ・バッチャンと共演した。また、2017年にはアジット・クマール主演作『Vivegam』でタミル語映画デビューしている。

## フィルモグラフィー

### 映画

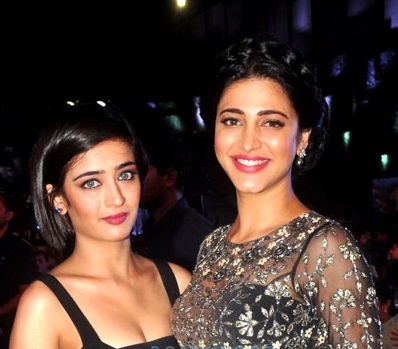
アクシャラ・ハーサン、シュルティ・ハーサン姉妹（2015年）

| 年   | 作品                                 | 役名                   | 言語         | 備考       | 出典   |
| ---- | ------------------------------------ | ---------------------- | ------------ | ---------- | ------ |
| 2015 | Shamitabh                            | アクシャラ・パーンデー | ヒンディー語 | デビュー作 | [ 15 ] |
| 2017 | Laali Ki Shaadi Mein Laaddoo Deewana | ラーリ                 | ヒンディー語 |            | [ 16 ] |
| 2017 | Vivegam                              | ナターシャ             | タミル語     |            |        |
| 2019 | カダラムの征服者                     | アーディラ             | タミル語     |            | [ 17 ] |
| 2022 | Achcham Madam Naanam Payirppu        | パヴィトラ             | タミル語     |            | [ 18 ] |

### ウェブシリーズ
| 年   | 作品      | 役名   | 言語     | 配信 | 備考 | 出典          |
| ---- | --------- | ------ | -------- | ---- | ---- | ------------- |
| 2019 | Fingertip | プリヤ | タミル語 | ZEE5 |      | [ 19 ] [ 20 ] |

## 受賞歴
| 年                           | 部門                         | 作品                         | 結果                         | 出典                         |
| スター・スクリーン・アワード | スター・スクリーン・アワード | スター・スクリーン・アワード | スター・スクリーン・アワード | スター・スクリーン・アワード |
| ---------------------------- | ---------------------------- | ---------------------------- | ---------------------------- | ---------------------------- |
| 2016年                       | 新人女優賞                   | 『Shamitabh』                | ノミネート                   |                              |